# Margny-aux-Cerises
Pour les articles homonymes, voir Margny.
Margny-aux-Cerises est une commune française située dans le département de l'Oise en région Hauts-de-France.

## Géographie

### Localisation
Margny-aux-Cerises est un village picard situé à la limite du Santerre et du Noyonnais dans l'Oise, limitrophe du département de la Somme et situé à vol d'oiseau à 7 km au sud-est de Roye, 10 km au sud de Nesle, 17 km de Ham et 36 km de Saint-Quentin, 14 km au nord-ouest de Noyon, 29 km au nord de Compiègne et 22 km à l'est de Montdidier.
La commune se trouve dans l'aire d'attraction de Roye ainsi que dans son bassin de vie, et dans la zone d'emploi de Compiègne.

### Communes limitrophes
Les communes limitrophes sont  Avricourt, Beaulieu-les-Fontaines, Champien et Roiglise.

### Géologie et relief
La superficie de la commune est de 4,55 km2 ; son altitude varie de 75  à   97 mètres.

### Hydrographie

#### Réseau hydrographique

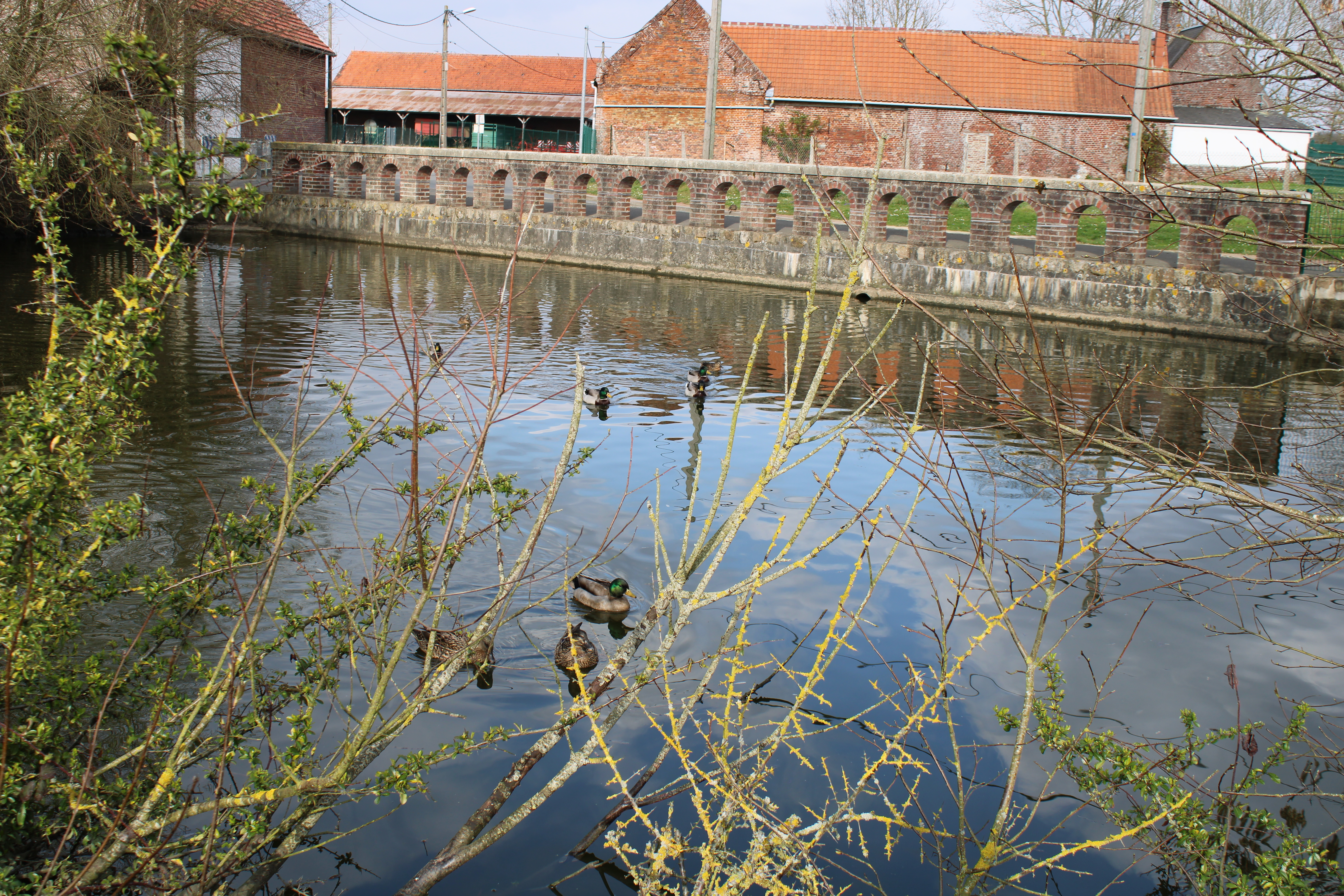
L'étang.

La commune est située dans le bassin Artois-Picardie.
Elle est drainée par la Bouvresse, un affluent de l'Avre et donc un sous-affluent du fleuve côtier de la Somme.

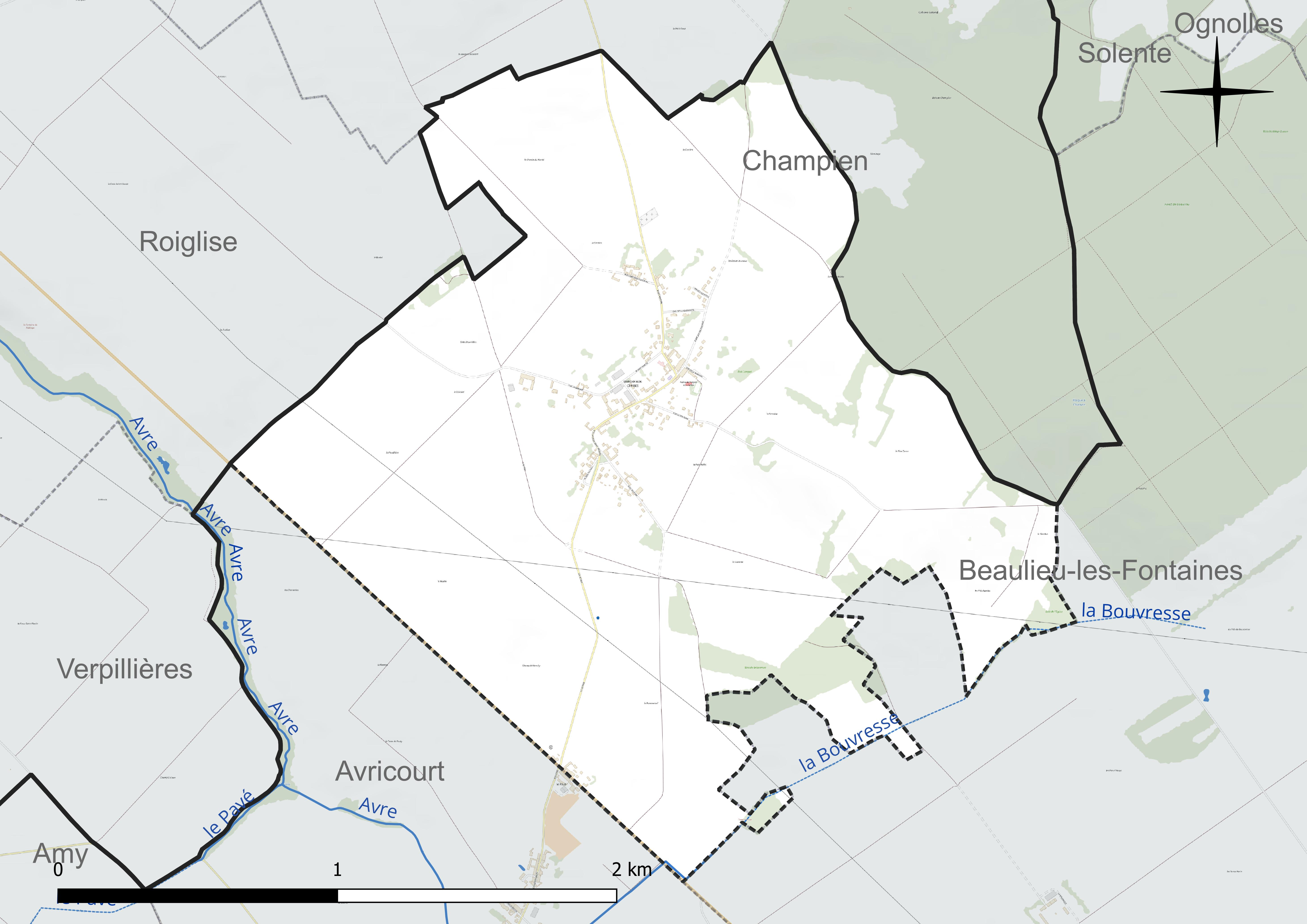
Réseau hydrographique de Margny-aux-Cerises.

#### Gestion et qualité des eaux
Le territoire communal est couvert par le schéma d'aménagement et de gestion des eaux (SAGE) « Sensée ». Ce document de planification concerne un territoire de 1 835 km2 de superficie, délimité par le bassin versant de la Somme canalisée. Le périmètre a été arrêté le 29 avril 2010 et le SAGE proprement dit a été approuvé le 6 août 2019. La structure porteuse de l'élaboration et de la mise en œuvre est le syndicat mixte d'aménagement hydraulique du bassin versant de la Somme (AMEVA).
La qualité des cours d'eau peut être consultée sur un site dédié géré par les agences de l'eau et l'Agence française pour la biodiversité.

### Climat
Pour des articles plus généraux, voir Climat des Hauts-de-France et Climat de l'Oise.
En 2010, le climat de la commune est de type climat océanique dégradé des plaines du Centre et du Nord, selon une étude du CNRS s'appuyant sur une série de données couvrant la période 1971-2000. En 2020, Météo-France publie une typologie des climats de la France métropolitaine dans laquelle la commune est exposée à un climat océanique et est dans la région climatique Nord-est du bassin Parisien, caractérisée par un ensoleillement médiocre, une pluviométrie moyenne régulièrement répartie au cours de l'année et un hiver froid (3 °C).
Pour la période 1971-2000, la température annuelle moyenne est de 10,2 °C, avec une amplitude thermique annuelle de 14,8 °C. Le cumul annuel moyen de précipitations est de 709 mm, avec 11 jours de précipitations en janvier et 8,8 jours en juillet. Pour la période 1991-2020, la température moyenne annuelle observée sur la station météorologique la plus proche, située sur la commune de Rouvroy-en-Santerre à 16 km à vol d'oiseau, est de 10,8 °C et le cumul annuel moyen de précipitations est de 635,8 mm,. Pour l'avenir, les paramètres climatiques de la commune estimés pour 2050 selon différents scénarios d'émission de gaz à effet de serre sont consultables sur un site dédié publié par Météo-France en novembre 2022.

### Milieux naturels et biodiversité
Dans le cadre de la compensation des défrichements réalisés pour permettre la réalisation du canal Seine-Nord Europe, la Société du canal Seine-Nord Europe (SCSNE) a replanté un bois privé avec 7 468 arbrisseaux de pins Douglas, utilisés pour la production des charpentes, 2 832 petits chênes et 284 alisiers des bois, en remplacement de hêtres et merisiers, malades et sous-exploités depuis 25 ans.

## Urbanisme

### Typologie
Au 1er janvier 2024, Margny-aux-Cerises est catégorisée commune rurale à habitat dispersé, selon la nouvelle grille communale de densité à sept niveaux définie par l'Insee en 2022.
Elle est située hors unité urbaine. Par ailleurs la commune fait partie de l'aire d'attraction de Roye, dont elle est une commune de la couronne,. Cette aire, qui regroupe 35 communes, est catégorisée dans les aires de moins de 50 000 habitants,.

### Occupation des sols

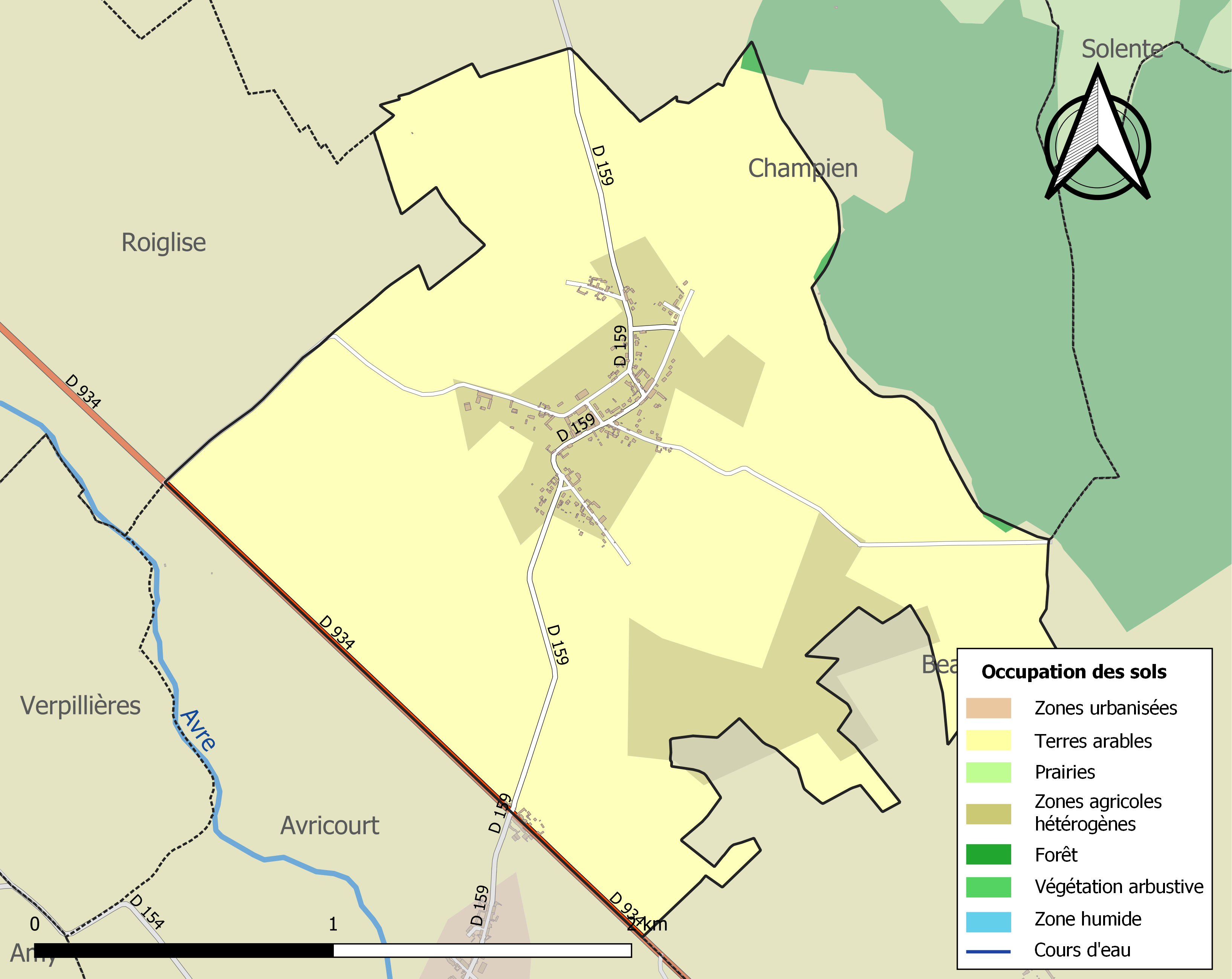
Carte des infrastructures et de l'occupation des sols de la commune en 2018 (CLC).

L'occupation des sols de la commune, telle qu'elle ressort de la base de données européenne d'occupation biophysique des sols Corine Land Cover (CLC), est marquée par l'importance des territoires agricoles (99,8 % en 2018), une proportion identique à celle de 1990 (99,8 %).
La répartition détaillée en 2018 est la suivante : 
terres arables (82,9 %), zones agricoles hétérogènes (16,9 %), forêts (0,2 %).
L'évolution de l'occupation des sols de la commune et de ses infrastructures peut être observée sur les différentes représentations cartographiques du territoire : la carte de Cassini (XVIIIe siècle), la carte d'état-major (1820-1866) et les cartes ou photos aériennes de l'IGN pour la période actuelle (1950 à aujourd'hui).

### Lieux-dits, hameaux et écarts
Le Pavé (ou Petit Margny) est un hameau situé sur l'ancienne RN 334 et partagé entre Margny-aux-Cerises et Avricourt.

### Habitat et logement
En 2021, le nombre total de logements dans la commune était de 111, alors qu'il était de 106 en 2016 et de 99 en 2011.
Parmi ces logements, 87,4 % étaient des résidences principales, 1,8 % des résidences secondaires et 10,8 % des logements vacants. Ces logements étaient pour 99,1 % d'entre eux des maisons individuelles et pour 0,9 % des appartements.
Le tableau ci-dessous présente la typologie des logements à Margny-aux-Cerises en 2021 en comparaison avec celle de l'Oise et de la France entière. Une caractéristique marquante du parc de logements est ainsi la faible proportion des résidences secondaires et logements occasionnels (1,8 %) par rapport au département (2,4 %) et à la France entière (9,7 %).
| Typologie                                               | Margny-aux-Cerises | Oise | France entière |
| ------------------------------------------------------- | ------------------ | ---- | -------------- |
| Résidences principales (en %)                           | 87,4               | 90,5 | 82,2           |
| Résidences secondaires et logements occasionnels (en %) | 1,8                | 2,4  | 9,7            |
| Logements vacants (en %)                                | 10,8               | 7    | 8,1            |

### Voies de communication et transports
L'ancienne route nationale 334 (actuelle RD 934) forme la limite sud-ouest du territoire communal.
La commune est desservie, en 2023, par les lignes 679 et 6307 du réseau interurbain de l'Oise.

## Toponymie

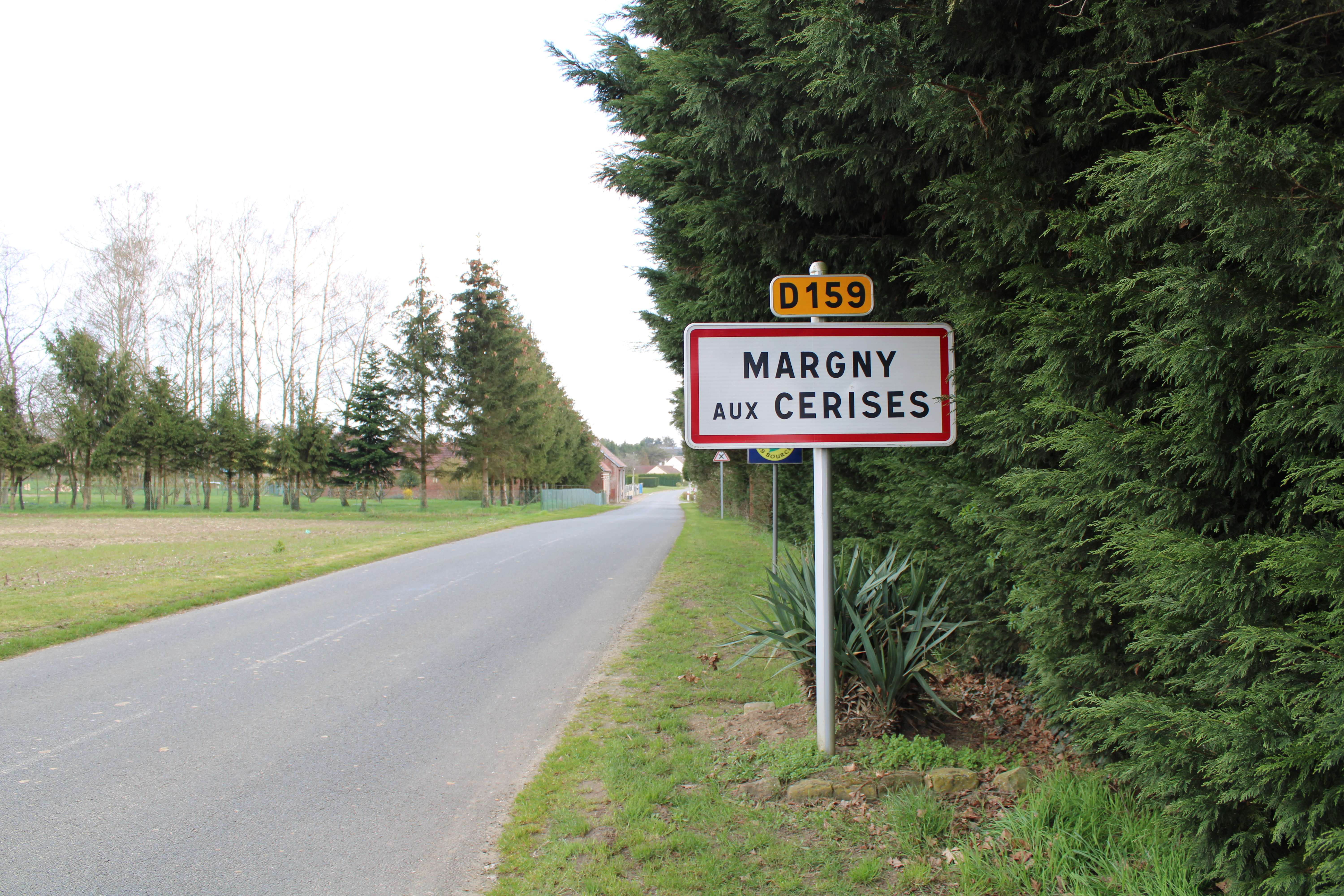

Le nom de la localité est attesté sous les formes Materniacum (vers 952) ; Marenni (vers 1130) ; Marregni (1146) ; eccl. de Margni (1179) ; Mareigni (1219) ; inter Diviscorti et Mareniacum (1239) ; Marenium (1240) ; juxta terram de Maregni (1280) ; Marensium (vers 1295) ; Margny as cerises (vers 1300) ; Marregny (1308) ; Marigny (1474) ; Margni (1630) ; Magny en serise (1667) ; Margny (1688) ; Margny-à-cerises (1834) ; Margny-aux-Cerises (XIXe).
« Cerise » à partir du latin classique cerasum, du latin populaire ceresium « cerise », la cerise sert de déterminant à Margny-aux-Cerises et rappelle le temps où le village était spécialisé dans la culture et le commerce de ces fruits. En souvenir, la commune a planté des cerisiers sur l'espace public..

## Histoire

### Moyen Âge
Le hameau du Montel est créé en 1238 par le seigneur de Guerbigny afin de faciliter la mise en valeur les terres du suzerain, le duc de Monchy. Une chapelle entourée du cimetière y est édifiée par des religieuses.

### Temps modernes
Le hameau du Montel subit un terrible incendie en 1653 et disparaît progressivement.

### Révolution française et Empire
La chapelle du Montel est vendue comme bien national lors de la Révolution française et démolie en 1792.

### Époque contemporaine
En 1850, la culture des cerises avait déjà cessé, et on comptait dans la commune deux moulins à vent et un four à chaux. La population était composée de laboureurs et de bucherons.

Margny-aux-Cerises au tout début du XXe siècle.
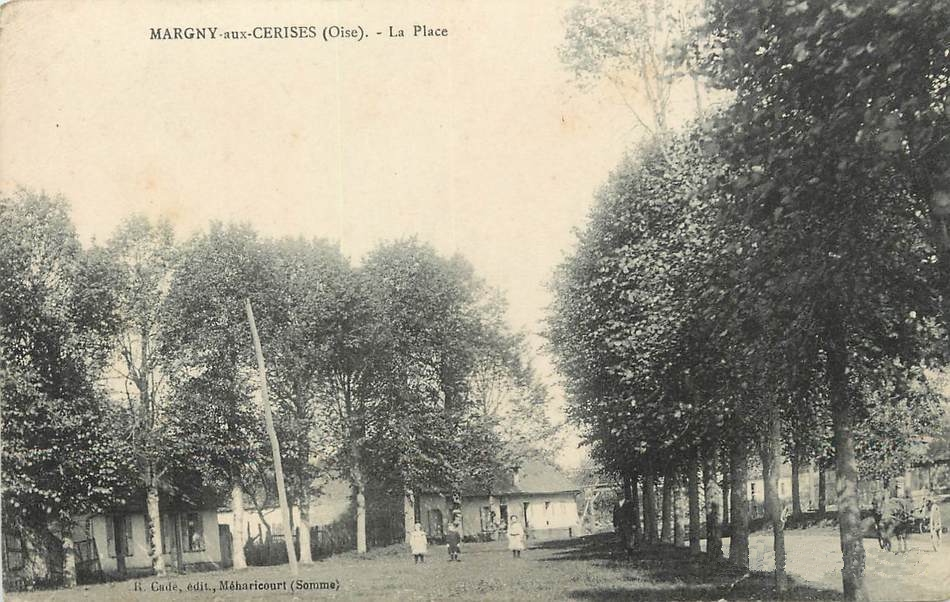
La place.

#### Première Guerre mondiale

Margny-aux-Cerises détruit.
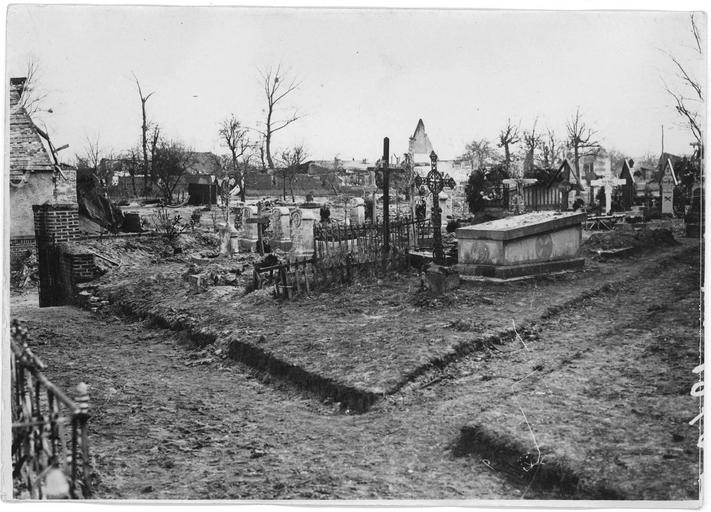
Le cimetière avec tombes allemandes, et, au loin, ruines du village (mars 1917).
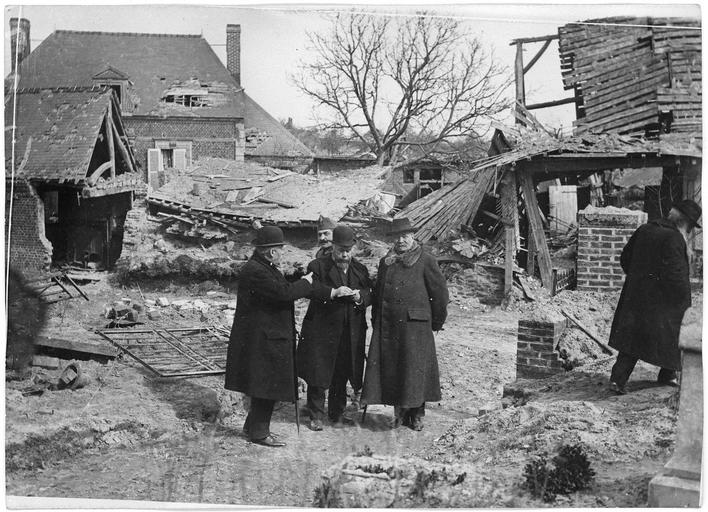
La Commission sénatoriale dans les ruines (1917).
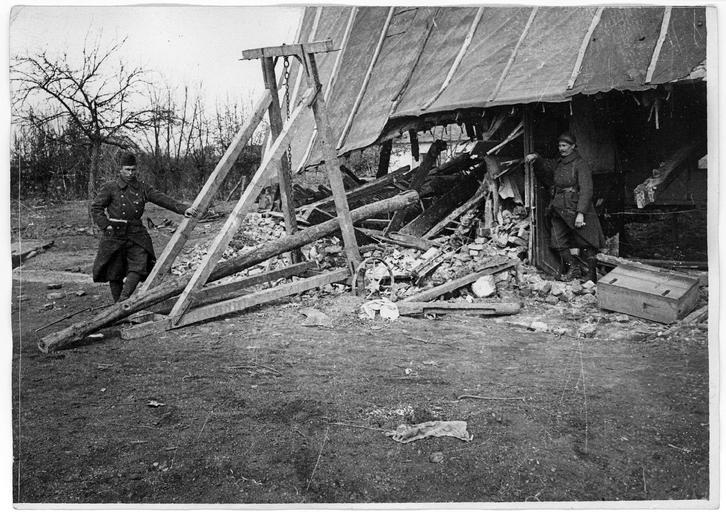
Un bélier allemand pour détruire les murs.
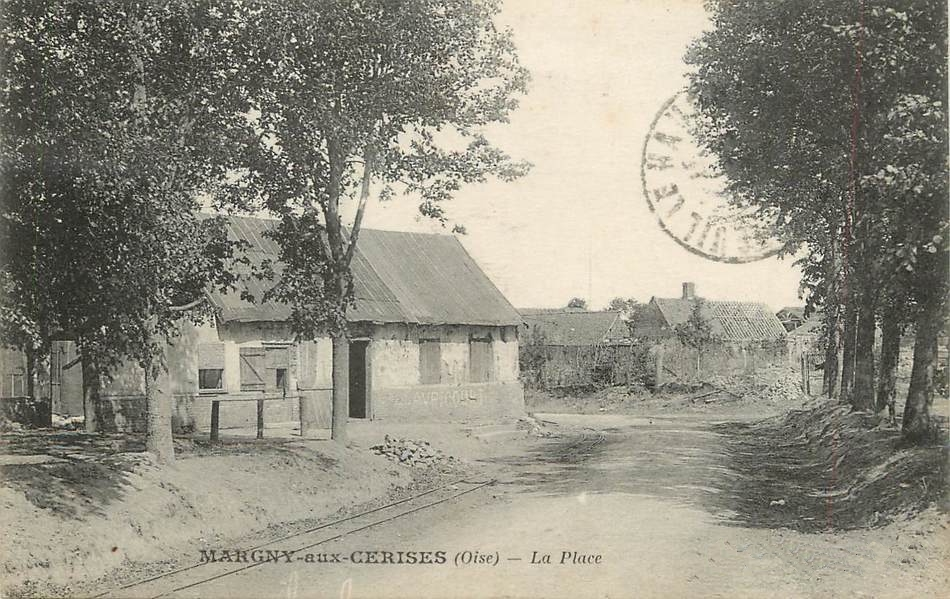
La place vers 1920.

Le village est considéré comme détruit à la fin de la guerre,, et a  été décoré de la Croix de guerre 1914-1918, le 15 février 1921.
Lors des combats de la libération de la France, à la fin de la Seconde Guerre mondiale, le 8 juin 1944 au matin, un bombardier de l’U.S. Air Force est attaqué par les Allemands. Son équipage saute en parachute et tombe dans le village et aux alentours. Les habitants font disparaitre en quelques minutes toute trace des parachutes et les confient à la Résistance.
En 1996, la commune achète un corps de ferme pour y réinstaller la mairie, qui occupait un bâtiment trop petit, et une salle des fêtes. L’écurie et le bâtiment d’élevage sont alors aménagés en ateliers pour le service technique et en logements.

## Politique et administration

### Rattachements administratifs et électoraux

#### Rattachements administratifs
La commune se trouve dans l'arrondissement de Compiègne du département de l'Oise.
Elle faisait partie depuis 1802 du canton de Lassigny. Dans le cadre du redécoupage cantonal de 2014 en France, cette circonscription administrative territoriale a disparu, et le canton n'est plus qu'une circonscription électorale.

#### Rattachements électoraux
Pour les élections départementales, la commune fait partie depuis 2014 du canton de Thourotte.
Pour l'élection des députés, elle fait partie de la sixième circonscription de l'Oise.

### Intercommunalité
Margny-aux-Cerises est membre de la communauté de communes du Pays des Sources, un établissement public de coopération intercommunale (EPCI) à fiscalité propre créé en 1997 et auquel la commune a transféré un certain nombre de ses compétences, dans les conditions déterminées par le code général des collectivités territoriales.

### Liste des maires
| Période                                  | Période                        | Identité                   | Étiquette | Qualité                                   |
| ---------------------------------------- | ------------------------------ | -------------------------- | --------- | ----------------------------------------- |
| Les données manquantes sont à compléter. |                                |                            |           |                                           |
|                                          |                                |                            |           |                                           |
| 1865                                     | 1871                           | François Désiré Carpentier |           |                                           |
| 1871                                     | 1887                           | Jean Charles Binant        |           |                                           |
| 1887                                     | 1888                           | François Désiré Carpentier |           |                                           |
| 1888                                     | 1895                           | Charles Désiré Lacroix     |           |                                           |
| 1895                                     | 1904                           | Anatole Beuchot            |           |                                           |
| 1904                                     | 1914                           | Paulin Abel Normand        |           |                                           |
| 1914                                     | 1919                           | Césaire Emmanuel Oudaille  |           | Assure l'intérim de Paulin Abel Normand   |
| 1919                                     | 1924                           | Paulin Abel Normand        |           |                                           |
| 1924                                     | 1935                           | Paul Billiard              |           |                                           |
| 1935                                     | 1945                           | Armand Nancelle            |           |                                           |
| 1945                                     | 1983                           | Roland Levert              |           |                                           |
| 1983                                     | 1995                           | Denis Enault               |           |                                           |
| juin 1995                                | 2014                           | Jacqueline Charlet         |           |                                           |
| 2014                                     | En cours (au 30 novembre 2023) | Gauthier Nancelle          |           | AgriculteurRéélu pour le mandat 2020-2026 |

## Équipements et services publics
La commune dispose d'une salle des fêtes.

### Enseignement
Les enfants de la commune sont scolarisés avec ceux d'Avricourt et d'Amy dans le cadre d'un regroupement pédagogique intercommunal.
L'école de Margny-aux-Cerises, la plus petite école de l’Oise en termes d’effectifs avec ses 13 élèves en 2024-2025, accueille la classe à triple niveau CE1-CE2-CM1.

## Population et société

### Démographie
Les habitants sont les Margnotin.

#### Évolution démographique
L'évolution du nombre d'habitants est connue à travers les recensements de la population effectués dans la commune depuis 1793. Pour les communes de moins de 10 000 habitants, une enquête de recensement portant sur toute la population est réalisée tous les cinq ans, les populations de référence des années intermédiaires étant quant à elles estimées par interpolation ou extrapolation. Pour la commune, le premier recensement exhaustif entrant dans le cadre du nouveau dispositif a été réalisé en 2005.

En 2022, la commune comptait 254 habitants, en évolution de −0,39 % par rapport à 2016 (Oise : +0,87 %, France hors Mayotte : +2,11 %).
| 1793 | 1800 | 1806 | 1821 | 1831 | 1836 | 1841 | 1846 | 1851 |
| ---- | ---- | ---- | ---- | ---- | ---- | ---- | ---- | ---- |
| 391  | 374  | 371  | 351  | 353  | 360  | 362  | 358  | 338  |

| 1856 | 1861 | 1866 | 1872 | 1876 | 1881 | 1886 | 1891 | 1896 |
| ---- | ---- | ---- | ---- | ---- | ---- | ---- | ---- | ---- |
| 294  | 290  | 287  | 287  | 291  | 254  | 238  | 242  | 195  |

| 1901 | 1906 | 1911 | 1921 | 1926 | 1931 | 1936 | 1946 | 1954 |
| ---- | ---- | ---- | ---- | ---- | ---- | ---- | ---- | ---- |
| 198  | 187  | 185  | 130  | 141  | 153  | 189  | 173  | 154  |

| 1962 | 1968 | 1975 | 1982 | 1990 | 1999 | 2005 | 2006 | 2010 |
| ---- | ---- | ---- | ---- | ---- | ---- | ---- | ---- | ---- |
| 180  | 163  | 155  | 158  | 186  | 204  | 227  | 230  | 240  |

| 2015 | 2020 | 2022 | - | - | - | - | - | - |
| ---- | ---- | ---- | - | - | - | - | - | - |
| 254  | 254  | 254  | - | - | - | - | - | - |

#### Pyramide des âges
La population de la commune est relativement jeune.
En 2018, le taux de personnes d'un âge inférieur à 30 ans s'élève à 37,0 %, soit en dessous de la moyenne départementale (37,3 %). À l'inverse, le taux de personnes d'âge supérieur à 60 ans est de 22,0 % la même année, alors qu'il est de 22,8 % au niveau départemental.
En 2018, la commune comptait 140 hommes pour 119 femmes, soit un taux de 54,05 % d'hommes, largement supérieur au taux départemental (48,89 %).
Les pyramides des âges de la commune et du département s'établissent comme suit.
| Hommes | Classe d’âge | Femmes |
| ------ | ------------ | ------ |
| 0,0    | 90 ou +      | 0,9    |
| 3,6    | 75-89 ans    | 6,8    |
| 16,1   | 60-74 ans    | 17,1   |
| 21,9   | 45-59 ans    | 19,7   |
| 21,9   | 30-44 ans    | 17,9   |
| 14,6   | 15-29 ans    | 19,7   |
| 21,9   | 0-14 ans     | 17,9   |

| Hommes | Classe d’âge | Femmes |
| ------ | ------------ | ------ |
| 0,5    | 90 ou +      | 1,4    |
| 5,5    | 75-89 ans    | 7,6    |
| 15,6   | 60-74 ans    | 16,3   |
| 20,8   | 45-59 ans    | 20     |
| 19,4   | 30-44 ans    | 19,4   |
| 17,6   | 15-29 ans    | 16,2   |
| 20,6   | 0-14 ans     | 19,1   |

## Culture locale et patrimoine

### Lieux et monuments
- Église Saint-Martin, dont le clocher a été détruit durant la Première Guerre mondiale[14]. 
L'édifice remonte au milieu du XIIe siècle et a été remanié depuis. 
Elle est constituée d'une nef unique suivie d’un chœur plus étroit, plan à l'époque fréquent pour les petites églises de campagne. Une chapelle a été construite en 1764 au nord, à la jonction de la nef et du chœur.
L'intérieur a été enduit au XIXe siècle, et contient une  belle grille de chœur en fer forgé, remontée à l’entrée de la nef, et un sobre autel retable du XVIIIe siècle[33]
- Monument aux morts
- Stèle allemande d'hommage à la bravoure « des soldats français tombés pour leur patrie dans les combats près de Noyon et Roye ».

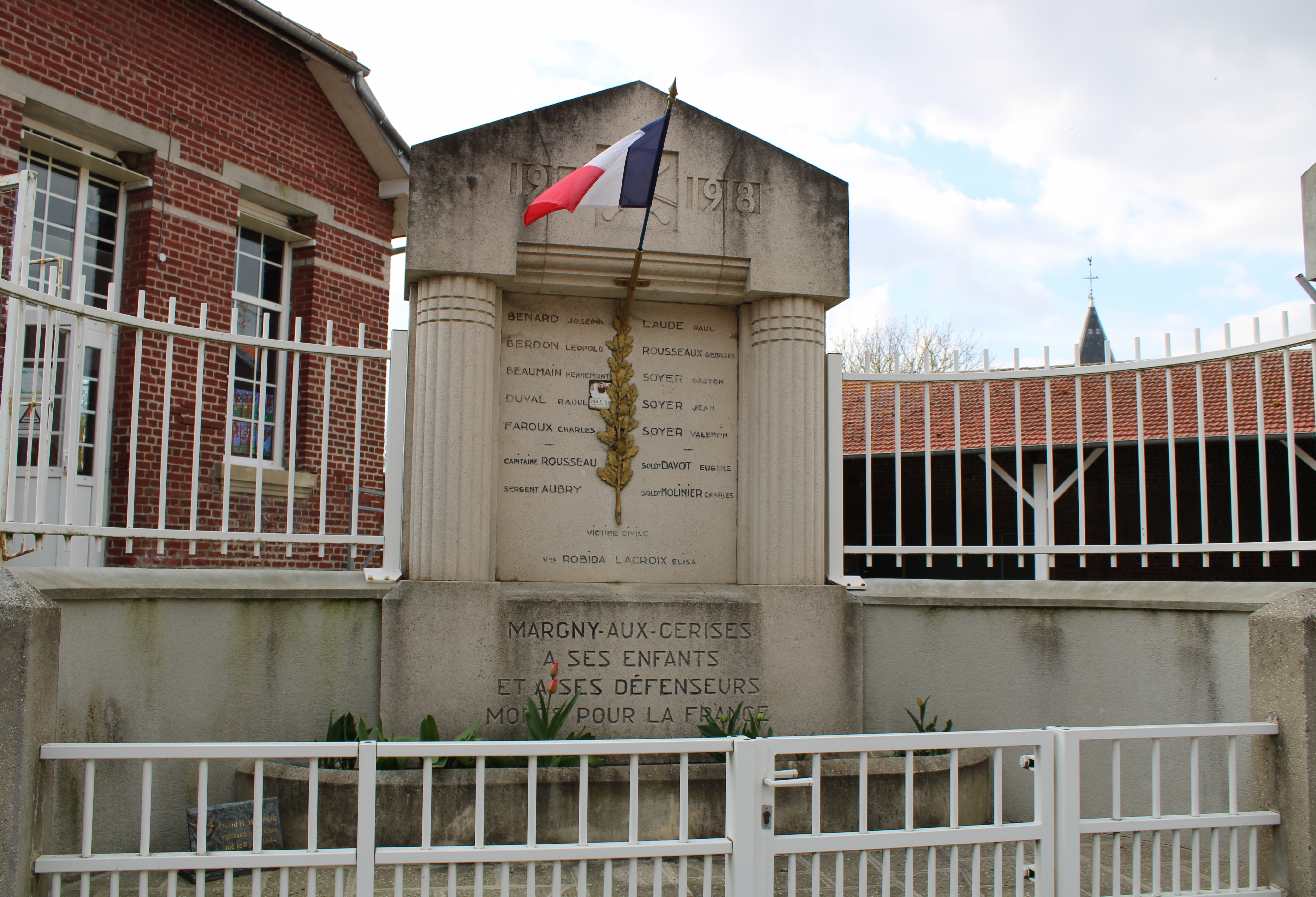
Le monument aux morts.
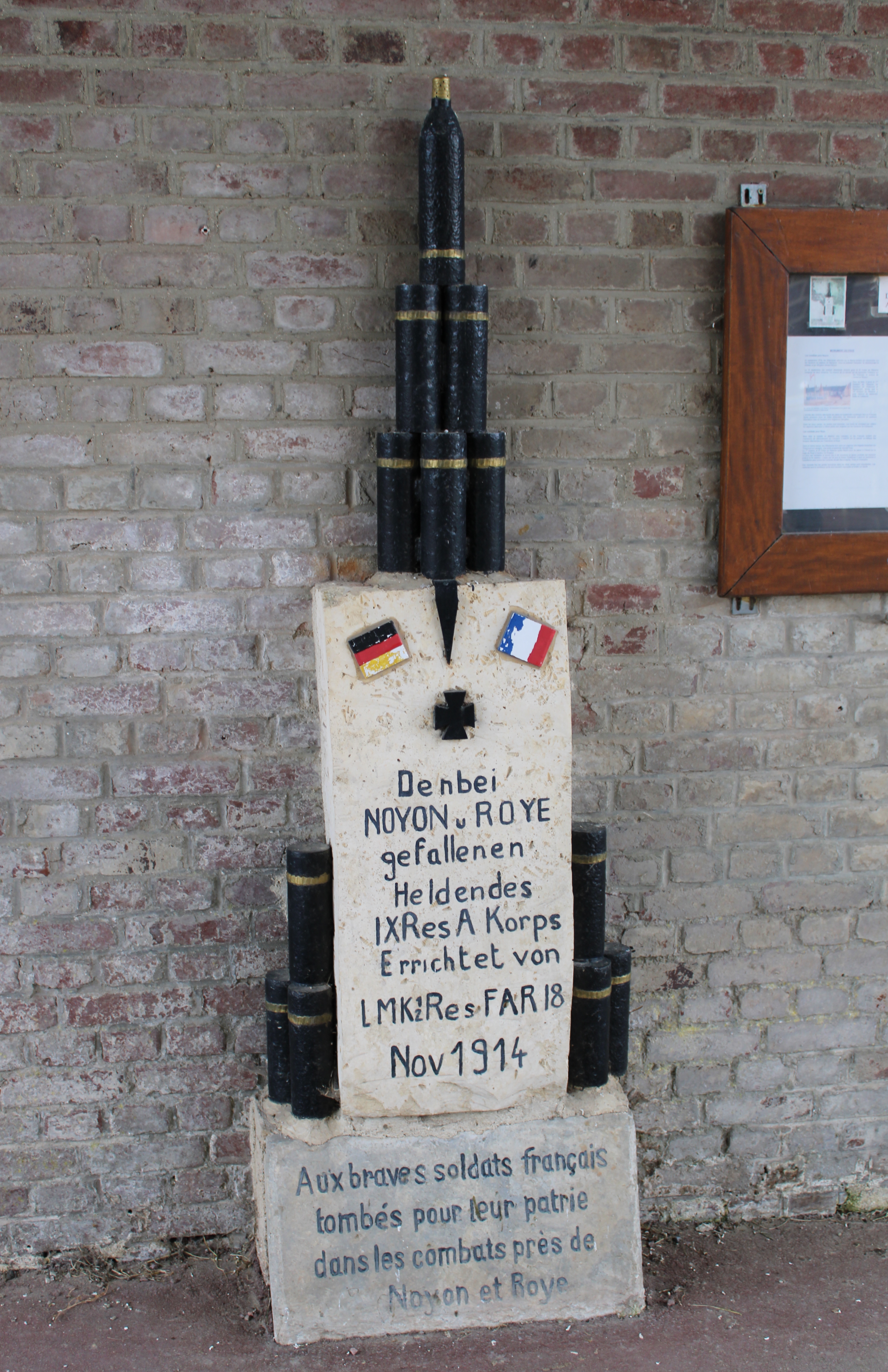
Stèle hommage allemande

### Personnalités liées à la commune
- Max Gehlsen (de) (1881-1930), peintre et musicien allemand particulièrement actif comme peintre paysagiste et auteur d'aquarelles documentaires sur la guerre des tranchées en Flandre, a peint plusieurs aquarelles de Margny-les-Cerises lorsqu'il y était soldat durant la Première Guerre mondiale[34].
- Claire Bricogne (1987- ), journaliste sportive française née dans la commune. Elle a été la première femme à commenter le Tour de France en 2015.

## Pour approfondir